# شهرستان دنقلا
شهرستان دنقلا (به عربی: محلیة دنقلا) یک منطقهٔ مسکونی در سودان است که در شمالیه واقع شده‌است. شهرستان دنقلا ۱۵۰٬۱۶۱ نفر جمعیت دارد.